# Richard Prause
 (mai 2022).
Richard Prause (né le 9 mars 1968 à Oberhausen) est un joueur de tennis de table allemand. Il a été entraîneur national des hommes de 1999 à 2010 et est directeur sportif de la Fédération allemande de tennis de table (DTTB) depuis août 2015.

## Carrière de joueur
Entre 1992 et 1997, le gaucher Prause a remporté 38 matches internationaux. Son premier succès international a été de remporter le championnat international d'Angleterre en 1992 avec l'équipe allemande. En Ligue Europa, il a battu Andrzej Grubba, alors numéro du classement mondial, à la 128e place du classement mondial. Cette année, il a été nommé pour les Championnats d'Europe pour les compétitions individuelles. Aux Championnats d'Europe de 1994, il remporte le bronze avec l'équipe d'Allemagne et la 5e place en 1996.
Il a participé deux fois aux championnats du monde. Avec l'équipe, il atteint la 3e place en 1993 et la 5e place en 1995. Dans le tournoi par équipe de la Coupe d'Europe des Nations, il a remporté l'argent en 1993 et 1995. Avec le club TTF Liebherr Ochsenhausen, il remporte la Coupe d'Europe Nancy Evans en 1996.
Prause a participé à plusieurs reprises aux championnats d'Allemagne. En 1993, il est vice-champion en simple, en 1994 et 1995, il remporte le titre en mixte, à chaque fois avec Nicole Struse. Avec le TTC Grenzau, il remporte la Coupe d'Allemagne en 1993, deux ans plus tard, il remporte le tournoi de classement national DTTB TOP-12.

### Clubs
- avant 1980 : début de carrière au TG 05 Nieder-Roden
- 1980-1986 : Eintracht Francfort [2]
- 1986-1988 : FTG Francfort (2e BL) [3]
- 1988-1990 : TTC Grenzau
- 1990-1992 : Spg Steinhagen
- 1992-1993 : TTC Grenzau
- 1993-1994 : Spg Steinhagen
- 1994-1996 : TTF Ochsenhausen
- 1996-1997 : TTC Grenzau
- 1997-1998 : TTC Helga Hanovre
- 1998-2000 : mécènes de TTV
- 2000-2004 : TSV Graefelfing
- 2004-2007 : TSV Eintracht Felsberg (2e BL)
- 2007-2016 : TG 05 Nieder-Roden (ligue régionale)
- depuis 2016 : TG 1953 Langenselbold

## Carrière d'entraîneur
En juillet 1999, Prause a été embauché comme entraîneur par l' Association allemande de tennis de table DTTB. Il a d'abord travaillé comme entraîneur adjoint de l'équipe masculine. À partir d'octobre 2000, il a été à la tête de l'équipe féminine allemande en tant que successeur de Martin Adomeit. Ses débuts en tant qu'entraîneur-chef ont été la victoire de l'équipe en Ligue Europa contre la République tchèque en octobre 2000. En 2004, il a remplacé Istvan Korpa en tant qu'entraîneur national masculin. De l'été 2010 à 2015, il a travaillé à la Werner Schlager Academy (WSA) à Schwechat près de Vienne, son successeur comme entraîneur national DTTB est Jörg Roßkopf. Vers 2013, en plus de son travail au sein de la WSA, il était entraîneur du SVS Basse-Autriche. En août 2015, il devient directeur sportif de l'Association allemande de tennis de table DTTB, en remplacement de Dirk Schimmelpfennig.
Prause est également actif en tant que consultant et conférencier.

## Résultats en tant qu'entraîneur
| Association | un événement         | An   | mode             | joueur                                                                          | Succès |
| ----------- | -------------------- | ---- | ---------------- | ------------------------------------------------------------------------------- | ------ |
| GER         | Championnat du monde | 2005 | double messieurs | Timo Boll, Christian Suss                                                       | 2      |
| GER         | Championnat du monde | 2006 | équipe masculine | Timo Boll, Christian Suss, Jörg Rosskopf, Zoltan Fejer-Konnerth, Bastian Steger | 3      |
| GER         | Championnat d'Europe | 2007 | simple messieurs | Timo Boll                                                                       | 1      |
| GER         | Championnat d'Europe | 2007 | équipe masculine | Timo Boll, Christian Süss, Bastian Steger, Dimitrij Ovtcharov, Jörg Rosskopf    | 1      |
| GER         | Championnat du monde | 2007 | double messieurs | Timo Boll, Christian Suss                                                       | 1      |
| GER         | Championnat du monde | 2007 | simple messieurs | Dimitri Ovtcharov                                                               | 3      |
| GER         | Championnat d'Europe | 2008 | simple messieurs | Timo Boll                                                                       | 1      |
| GER         | Championnat d'Europe | 2008 | double messieurs | Timo Boll, Christian Suss                                                       | 1      |
| GER         | Championnat d'Europe | 2008 | équipe masculine | Timo Boll, Dimitrij Ovtcharov, Christian Suss, Bastian Steger                   | 1      |
| GER         | Olympie              | 2008 | équipe masculine | Timo Boll, Dimitrij Ovtcharov, Christian Suss                                   | 2      |
| GER         | Championnat d'Europe | 2009 | équipe masculine | Timo Boll, Dimitrij Ovtcharov, Christian Suss                                   | 1      |
| GER         | Championnat d'Europe | 2009 | double messieurs | Timo Boll, Christian Suss                                                       | 1      |
| GER         | Championnat d'Europe | 2009 | simple messieurs | Timo Boll                                                                       | 3      |
| GER         | Championnat du monde | 2010 | équipe masculine | Timo Boll, Dimitrij Ovtcharov, Christian Suess, Bastian Steger, Patrick Baum    | 2      |

### Récompenses
En 2007 et 2008, l'Association des entraîneurs allemands de tennis de table l'a élu entraîneur de l'année.

## Vie privée
Prause est marié à sa femme Susanne depuis juin 2000. Avec elle, il a deux fils. Son fils Julian Prause est un jeune entrepreneur dans le domaine de l'e-mobilité.

## Résultats de la base de données ITTF
| Association | événement                        | An   | lieu       | pays       | simple       | double      | Mixte       | équipe |
| ----------- | -------------------------------- | ---- | ---------- | ---------- | ------------ | ----------- | ----------- | ------ |
| GER         | Pro tour                         | 1999 | Linz/Wels  | AUT        |              | 16 derniers |             |        |
| GER         | Pro tour                         | 1998 | Courmayeur | CE         | tour 1       |             |             |        |
| GER         | Pro tour                         | 1997 | Linz       | AUT        |              | 32 derniers |             |        |
| GER         | Pro tour                         | 1997 | Gdańsk     | POL        | 32 derniers  |             |             |        |
| GER         | Championnat du monde             | 1995 | Tianjin    | Chine      | 128 derniers | rayé        | qualifié    | 5      |
| GER         | Championnat du monde             | 1993 | Göteborg   | SWE        | 64 derniers  | qualifié    | 32 derniers | 3      |
| GER         | Coupe du monde par équipe du WTC | 1995 | Atlanta    | Etats-Unis |              |             |             | 2      |
| GER         | Coupe du monde par équipe du WTC | 1994 | Nîmes      | FRA        |              |             |             | 5      |